# Thung lũng Tikaboo
Thung lũng Tikaboo là một thung lũng nằm ở Quận Lincoln, Nevada. Tọa độ địa lý của nó là 37.1563494 N và -115.4016881 W. Nó có vị trí rộng lớn bằng 3,793 feet hay 1,156 mét.

## Khí hậu
Khí hậu ở đó khô, khá nóng, thậm chí là vào buổi sáng mát mẻ sau khi mưa.

## Động vật
Nhà sinh vật học Chris Smith đã nghiên cứu thực vật trong khu vực này, bao gồm cả cây Joshua và con bướm đêm. Nó xuất hiện điều này rằng có thể là nơi duy nhất có hai loại cây Joshua, cụ thể là những cây của phương Đông và phương Tây giống có đến nhiều điểm rất giống với nhau. Một phần lý do cho điều này là khả năng của sự thay đổi Khí hậu đó có thể tài khoản cho về phía bắc sự xuất hiện của một cặp loài mới.

## Sử dụng quân sự
B-52H và B-1 là các chiếc máy bay ném bom thường làm nơi này để thử nghiệm bay. Đã có quân sự khác cũng từng đã thử nghiệm đó.